# Mistrzostwa Europy w Koszykówce Mężczyzn 2005

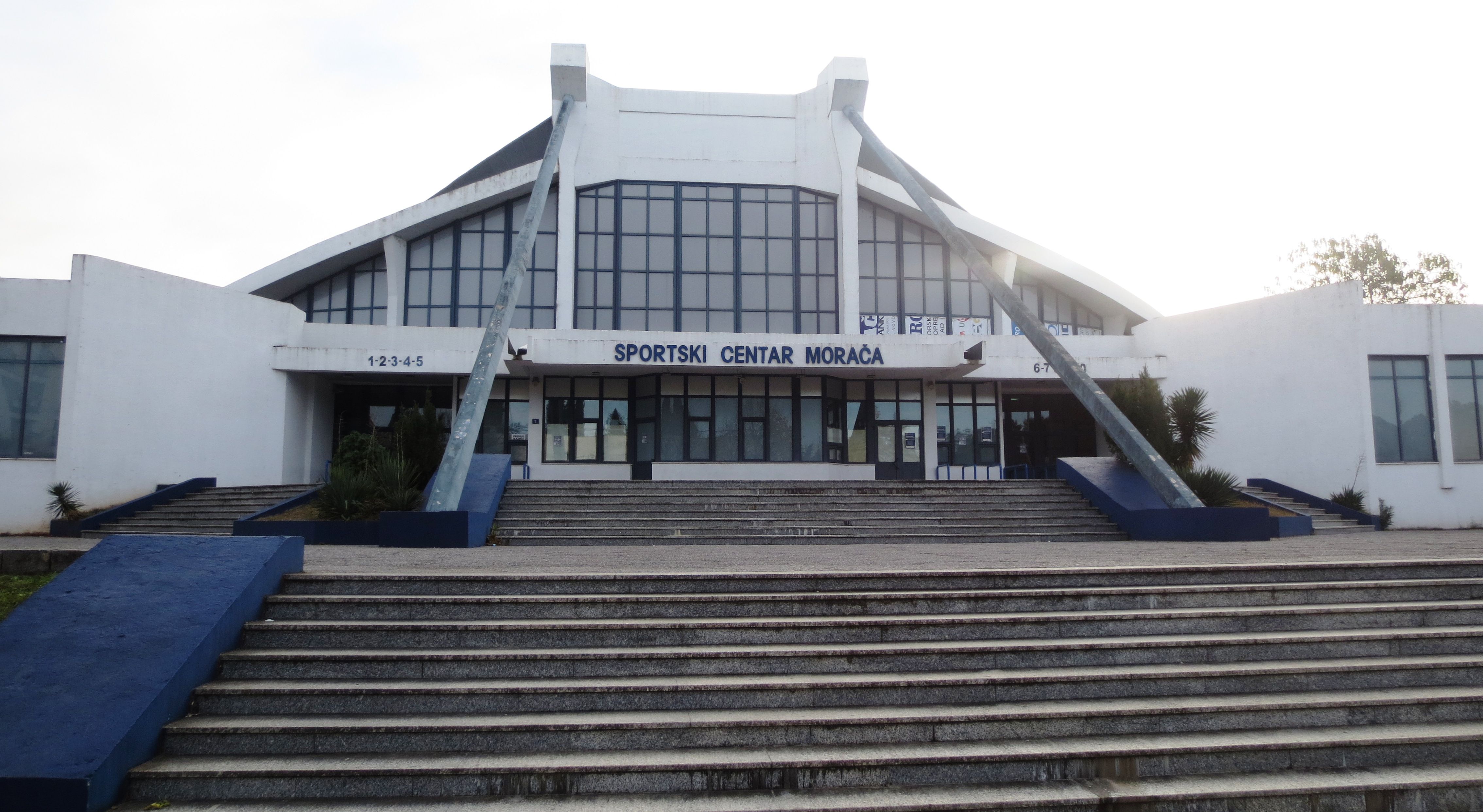
Centrum sportowe w Podgoricy

Mistrzostwa Europy w koszykówce mężczyzn 2005 odbyły się w Belgradzie. Zwyciężyła drużyna Grecji, pokonując w finale reprezentację Niemiec. Na trzecim miejscu uplasowała się Francja zwyciężając Hiszpanię. Turniej odbył się w dniach 16–25 września.

## Klasyfikacja końcowa
| Msc.  | Zespół               |
| ----- | -------------------- |
| 1     | Grecja               |
| 2     | Niemcy               |
| 3     | Francja              |
| 4     | Hiszpania            |
| 5     | Litwa                |
| 6     | Słowenia             |
| 7     | Chorwacja            |
| 8     | Rosja                |
| 9-12  | Izrael               |
|       | Włochy               |
|       | Serbia i Czarnogóra  |
|       | Turcja               |
| 13-16 | Bośnia i Hercegowina |
|       | Bułgaria             |
|       | Łotwa                |
|       | Ukraina              |

## Grupa A

### Tabela
| msc. | Drużyna | mecze | zw | por | pkt | stosunek koszy |
| ---- | ------- | ----- | -- | --- | --- | -------------- |
| 1.   | Rosja   | 3     | 2  | 1   | 5   | 223:186        |
| 2.   | Włochy  | 3     | 2  | 1   | 5   | 244:231        |
| 3.   | Niemcy  | 3     | 2  | 1   | 5   | 217:192        |
| 4.   | Ukraina | 3     | 0  | 3   | 3   | 194:269        |

### Wyniki
16 września 2005 r.
- Niemcy 82 : 84 Włochy
- Rosja 86 : 74 Ukraina

17 września 2005 r.
- Włochy 61 : 87 Rosja
- Ukraina 58 : 84 Niemcy

18 września 2005 r.
- Włochy 99 : 62 Ukraina
- Rosja 50 : 51 Niemcy

## Grupa B

### Tabela
| msc. | Drużyna   | mecze | zw | por | pkt | stosunek koszy |
| ---- | --------- | ----- | -- | --- | --- | -------------- |
| 1.   | Litwa     | 3     | 3  | 0   | 6   | 264:221        |
| 2.   | Chorwacja | 3     | 2  | 1   | 5   | 235:234        |
| 3.   | Turcja    | 3     | 1  | 2   | 4   | 236:256        |
| 4.   | Bułgaria  | 3     | 0  | 3   | 3   | 250:274        |

### Wyniki
16 września 2005 r.
- Bułgaria 82 : 88 Chorwacja
- Litwa 87 : 75 Turcja

17 września 2005 r.
- Chorwacja 67 : 85 Litwa
- Turcja 94 : 89 Bułgaria

18 września 2005 r.
- Litwa 92 : 79 Bułgaria
- Chorwacja 80 : 67 Turcja

## Grupa C

### Tabela
| msc. | Drużyna              | mecze | zw | por | pkt | stosunek koszy |
| ---- | -------------------- | ----- | -- | --- | --- | -------------- |
| 1.   | Słowenia             | 3     | 3  | 0   | 6   | 210:179        |
| 2.   | Grecja               | 3     | 2  | 1   | 5   | 187:168        |
| 3.   | Francja              | 3     | 1  | 2   | 4   | 187:194        |
| 4.   | Bośnia i Hercegowina | 3     | 0  | 3   | 3   | 177:220        |

### Wyniki
16 września 2005 r.
- Słowenia 74 : 65 Bośnia i Hercegowina
- Francja 50 : 64 Grecja

17 września 2005 r.
- Bośnia i Hercegowina 62 : 79 Francja
- Grecja 56 : 68 Słowenia

18 września 2005 r.
- Francja 58 : 68 Słowenia
- Grecja 67 : 50 Bośnia i Hercegowina

## Grupa D

### Tabela
| msc. | Drużyna             | mecze | zw | por | pkt | stosunek koszy |
| ---- | ------------------- | ----- | -- | --- | --- | -------------- |
| 1.   | Hiszpania           | 3     | 2  | 1   | 5   | 280:264        |
| 2.   | Serbia i Czarnogóra | 3     | 2  | 1   | 5   | 245:233        |
| 3.   | Izrael              | 3     | 2  | 1   | 5   | 236:235        |
| 4.   | Łotwa               | 3     | 0  | 3   | 3   | 241:270        |

### Wyniki
16 września 2005 r.
- Łotwa 65 : 74 Izrael
- Hiszpania 89 : 70 Serbia i Czarnogóra

17 września 2005 r.
- Hiszpania 114 : 109 Łotwa
- Serbia i Czarnogóra 93 : 77 Izrael

18 września 2005 r.
- Izrael 85 : 77 Hiszpania
- Serbia i Czarnogóra 82 : 67 Łotwa

## Mecze o wejście do ćwierćfinału
20 września 2005
- Niemcy 66 : 57 Turcja
- Chorwacja 74 : 66 Włochy
- Grecja 67 : 61 Izrael
- Serbia i Czarnogóra 71 : 74 Francja

## Ćwierćfinały
22 września 2005
- Rosja 61 : 66 Grecja
- Litwa 47 : 63 Francja

23 września 2005
- Słowenia 62 : 76 Niemcy
- Hiszpania 101 : 85 Chorwacja

## Mecze o 5-8 miejsce
23 września 2005
- Rosja 78 : 89 Litwa

24 września 2005
- Słowenia 89 : 80 Chorwacja

## Półfinały
24 września 2005
- Grecja 67 : 66 Francja
- Niemcy 74 : 73 Hiszpania

## Finały
25 września 2005

### mecz o 7 miejsce
- Rosja 74 : 92 Chorwacja

### mecz o 5 miejsce
- Litwa 79 : 70 Słowenia

### mecz o 3 miejsce
- Francja 98 : 68 Hiszpania

### mecz o 1 miejsce
Grecja 78 : 62 Niemcy